# Решетников, Фёдор Михайлович
Фёдор Миха́йлович Реше́тников (5 (17) сентября 1841, Екатеринбург — 9 (21) марта 1871, Санкт-Петербург) — русский писатель и очеркист, писатель-народник.

## Биография
Родился в Екатеринбурге, в семье мелкого почтового чиновника. Рано лишился матери (ушедшей от мужа-пьяницы и перебравшейся с 9-месячным сыном в Пермь), оставшись на попечении своего дяди и тётки. В 1851 году был отдан учиться в Пермское уездное училище. В 1855 году привлечён к суду за то, что, как-то разбирая с дядей (почтальоном) полученную почтовую пересылку, потерял важный казённый пакет. После длившегося два года судебного разбирательства был сослан на 3 месяца в Соликамский монастырь на покаяние.
Окончив Пермское уездное училище в 1859 году, служил чиновником (писцом в уездном суде) в Екатеринбурге (где ныне имеется дом-музей) и Перми.
В 1863 году перевёлся на службу в Санкт-Петербург. Служил в департаменте Министерства финансов. Одновременно публиковал в газете «Северная пчела» очерки о жизни социальных низов. При содействии Н. Г. Помяловского в 1864 году сблизился с редакцией «Современника», редактором которого был поэт Некрасов. Повесть «Подлиповцы», опубликованная в журнале, принесла ему некоторую известность в литературных кругах. Был принят в число постоянных сотрудников «Современника».
В 1865 году совершил длительную поездку на Урал, собирая в Перми, Соликамске, Усолье, Чердыни, Тагиле материалы для задуманной серии этнографических очерков о горнозаводских рабочих. Некоторое время сам работал на Демидовском заводе. Впечатления отразились в романах «Горнорабочие», «Глумовы» и других произведениях.
Постоянная борьба с нуждой и наследственная болезнь (злоупотребление спиртными напитками) способствовали раннему уходу из жизни. Умер в 29 лет от отёка лёгких.
Первому посмертному изданию собраний сочинений Ф. М. Решетникова (Издательство К. Т. Солдатенкова, 1874) предшествовал краткий некролог такого содержания:
Марта 9-го дня в 9 часов 50 минут вечером, скончался наш известный романист Фёдор Михайлович Решетников на 30-м году от рождения. Похороны совершались в субботу 13-го числа, тело усопшего положено на Волковом кладбище…

## Творчество
Дебютировал в печати очерками в «Пермских губернских ведомостях» в 1862. Первое значительное произведение — этнографический очерк из жизни бурлаков «Подлиповцы», опубликованный в журнале «Современник» (1864).
В незавершённых романах «Горнорабочие» (1866), «Глумовы» (1866—1867; отдельное издание 1880), «Где лучше?» (1868), очерках «Рабочие лошади», «На большой дороге» (1866), «Очерки обозной жизни» (1867) изобразил быт горнозаводских рабочих. Впервые в русской литературе описал забастовку.
Автор рассказов, повестей «Ставленник» (1864), автобиографической повести «Между людьми» (1865), романа «Свой хлеб» (1870), посвящённого женской эмансипации.

## Цитаты
Фёдор Михайлович Решетников считается писателем-народником, но, в сущности, его задачи шире, он хочет обрисовать «горе бедного человека» вообще. Сам мелкий чиновник, он изображает в своих рассказах и очерках жизнь людей, с которыми ему приходилось сталкиваться — крестьян, мещан, сельского духовенства, мелкого чиновничества. В его рассказах мы не найдём ничего придуманного — да он и не способен на выдумку. У других писателей завязка, развязка, сложная интрига — у него «трезвая правда», кусочек жизни, какой он её знал, «горе бедного человека».
— М. Клеман

Это был один из самых сильных и ярких талантов, выдвинутых волной общественного движения шестидесятых годов. Сын спившегося почтальона, он с детства видел одни «лишения, несчастия, горькие слёзы». Мальчиком он, дома и на школьной скамье, страдал от постоянных побоев и истязаний. Юношей он порывался к «свету», томился в душной атмосфере провинциальных бюрократических канцелярий. Когда же ему удалось «вырваться» из этих канцелярий, когда он очутился у «источника света» — в столице, — он там не нашел ничего, кроме нужды и преждевременной могилы.
— В. Шулятиков

## Память

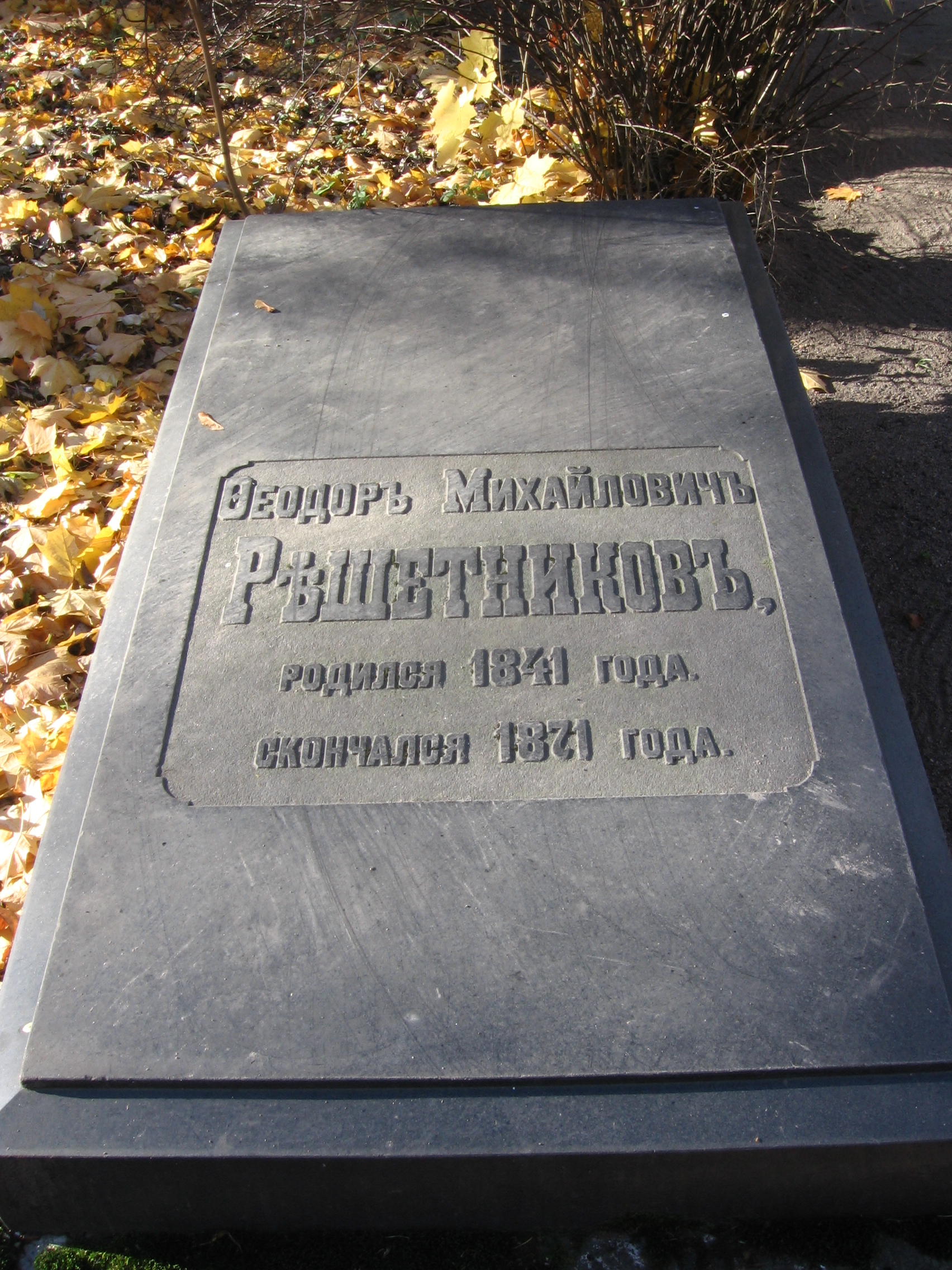
Надгробие Ф. М. Решетникова на Литераторских мостках

Именем Ф. М. Решетникова были названы сквер в Перми (1928 г., бывший Набережный сад), а также улица в Санкт-Петербурге (с 1940-х гг., бывшая Георгиевская) и две улицы в Екатеринбурге: уже застроенная улица (до 1919 года носившая название Дровяной) и проезд в спальном районе. В Екатеринбурге в 1991 году был открыт дом-музей Ф. М. Решетникова.

## Произведения

### Романы
- Горнорабочие (1866);
- Глумовы (1866—1867);
- Где лучше? (1868);
- Свой хлеб (1870).

### Повести
- Подлиповцы (1864);
- Ставленник (1864).

### Рассказы
- Кумушка Мирониха (1865);
- Добрые люди;
  - Никола Знаменский (1867);
  - Тётушка Опарина (1868);
- Забытые люди;
  - Макся;
  - Яшка.